# Rippach

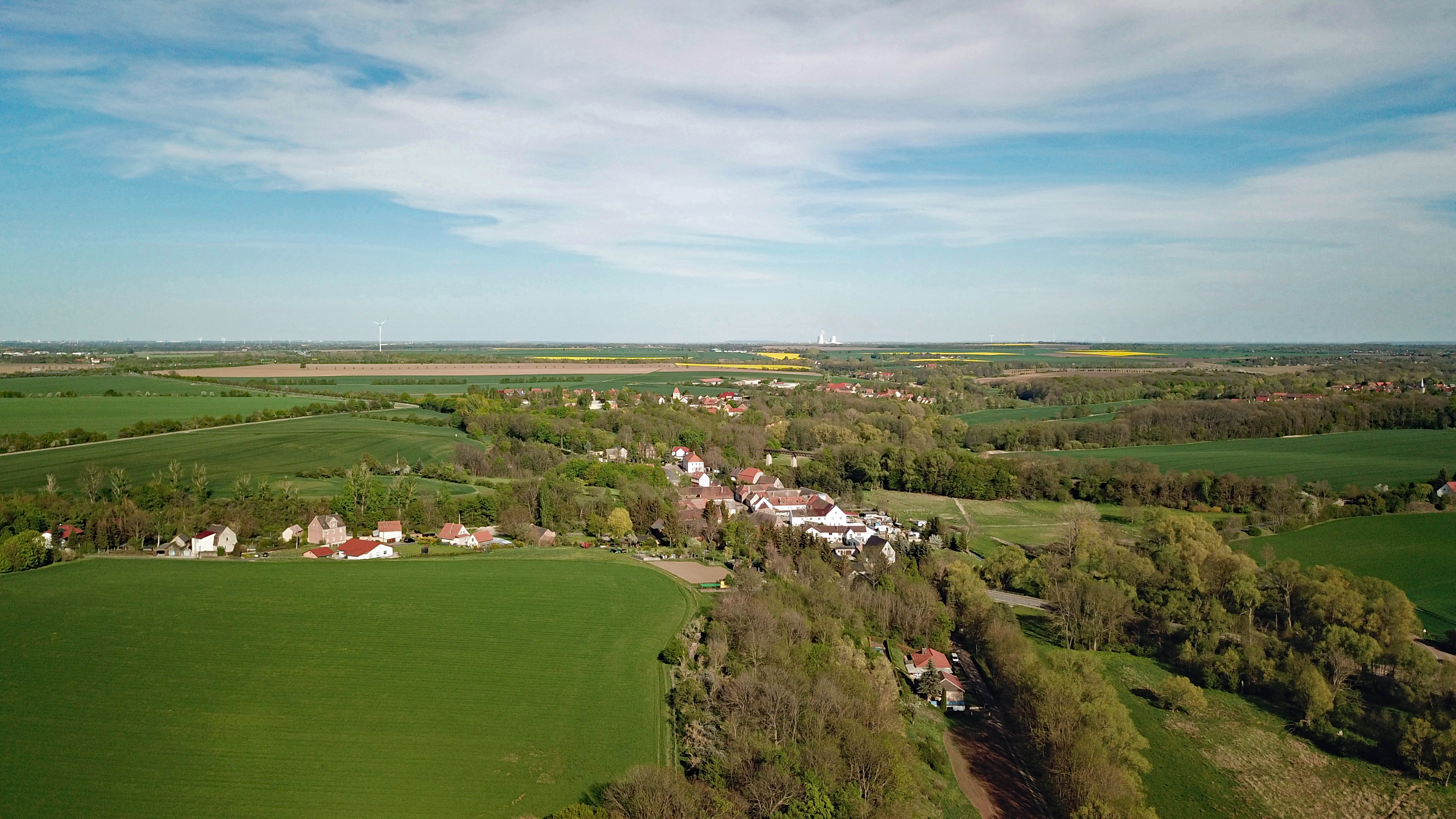
Luftbild (2019)

Rippach ist ein Ortsteil der Stadt Lützen im Burgenlandkreis in Sachsen-Anhalt.

## Lage
Rippach liegt südwestlich von Lützen zwischen Leipzig und Weißenfels am Bach Rippach, einem Nebenfluss der Saale.
Als Ortsteile der ehemaligen Gemeinde waren ausgewiesen:
- Rippach
- Großgöhren
- Kleingöhren
- Pörsten

## Geschichte
Rippach und Pörsten bildeten bis 1815 eine Exklave des kursächsischen Amts Pegau im Amt Weißenfels. Durch die Beschlüsse des Wiener Kongresses kamen sie zu Preußen und wurden 1816 dem Landkreis Weißenfels im Regierungsbezirk Merseburg der Provinz Sachsen zugeteilt.
Groß- und Kleingöhren gehörten hingegen bis 1815 zum hochstift-merseburgischen Amt Lützen unter kursächsischer Oberhoheit. Durch die Beschlüsse des Wiener Kongresses kamen sie mit dem Westteil des Amts Lützen ebenfalls zu Preußen und wurden 1816 dem Landkreis Merseburg im Regierungsbezirk Merseburg der Provinz Sachsen zugeteilt.
Rippach war für Reisende über Weißenfels nach Leipzig die letzte Poststation, der ehemalige Gasthof „Zum Weißen Schwan“ war Ausspann- und Übernachtungsgelegenheit. Am 1. Mai 1813 übernachtete Napoleon I. dort, und Johann Wolfgang Goethe setzte dem Gasthof und seinem damaligen Wirt im ersten Teil seiner Tragödie Faust ein literarisches Denkmal.
Am 1. Mai 1813, im Vorfeld der Schlacht bei Großgörschen, fiel bei Rippach der französische Heerführer Marschall Jean-Baptiste Bessières bei einem Rekognoszierungsritt.
Am 1. Juli 1950 schlossen sich Groß Göhren, Klein Göhren und Pörsten zur Gemeinde Rippach zusammen. Bei der zweiten Kreisreform in der DDR kam der Ort am 25. Juli 1952 zum Kreis Weißenfels im Bezirk Halle, der 1994 zum vergrößerten Landkreis Weißenfels und 2007 zum Burgenlandkreis kam.
Am 1. Januar 2010 schlossen sich die bis dahin selbstständigen Gemeinden Rippach, Muschwitz, Poserna, Großgörschen und Starsiedel mit der Stadt Lützen zur neuen Stadt Lützen zusammen.

## Sehenswürdigkeiten
- Romanische Kirche in Großgöhren mit spätgotischem Chor
- Gedenkstein für den französischen Marschall Jean-Baptiste Bessières
- Romanische Kirche in Pörsten mit Chorturm
- Wegweiserstein bei Rippach
- Turm am Bahnhof Pörsten

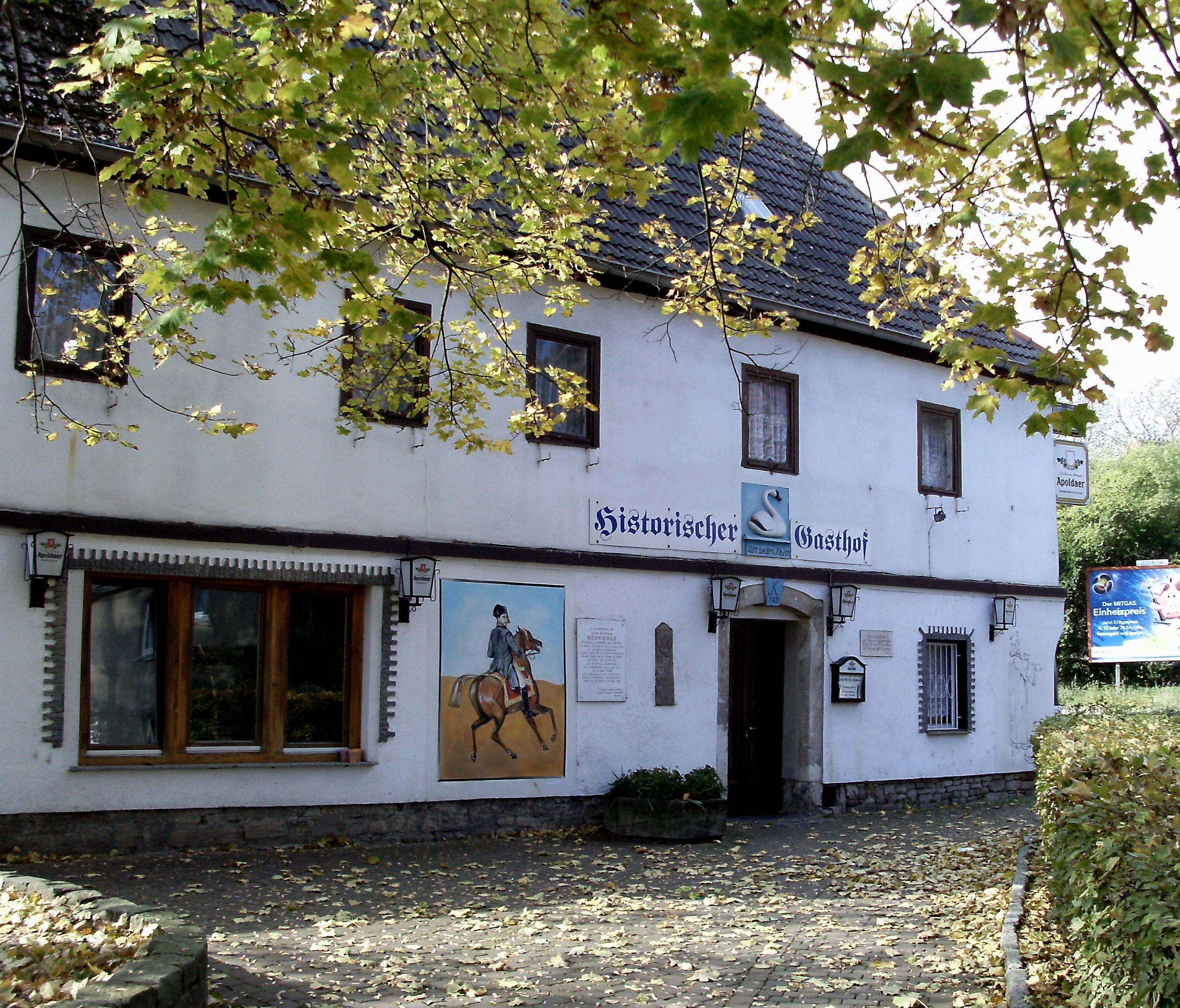
Ehemalige historischer Gasthof Zum weißen Schwan
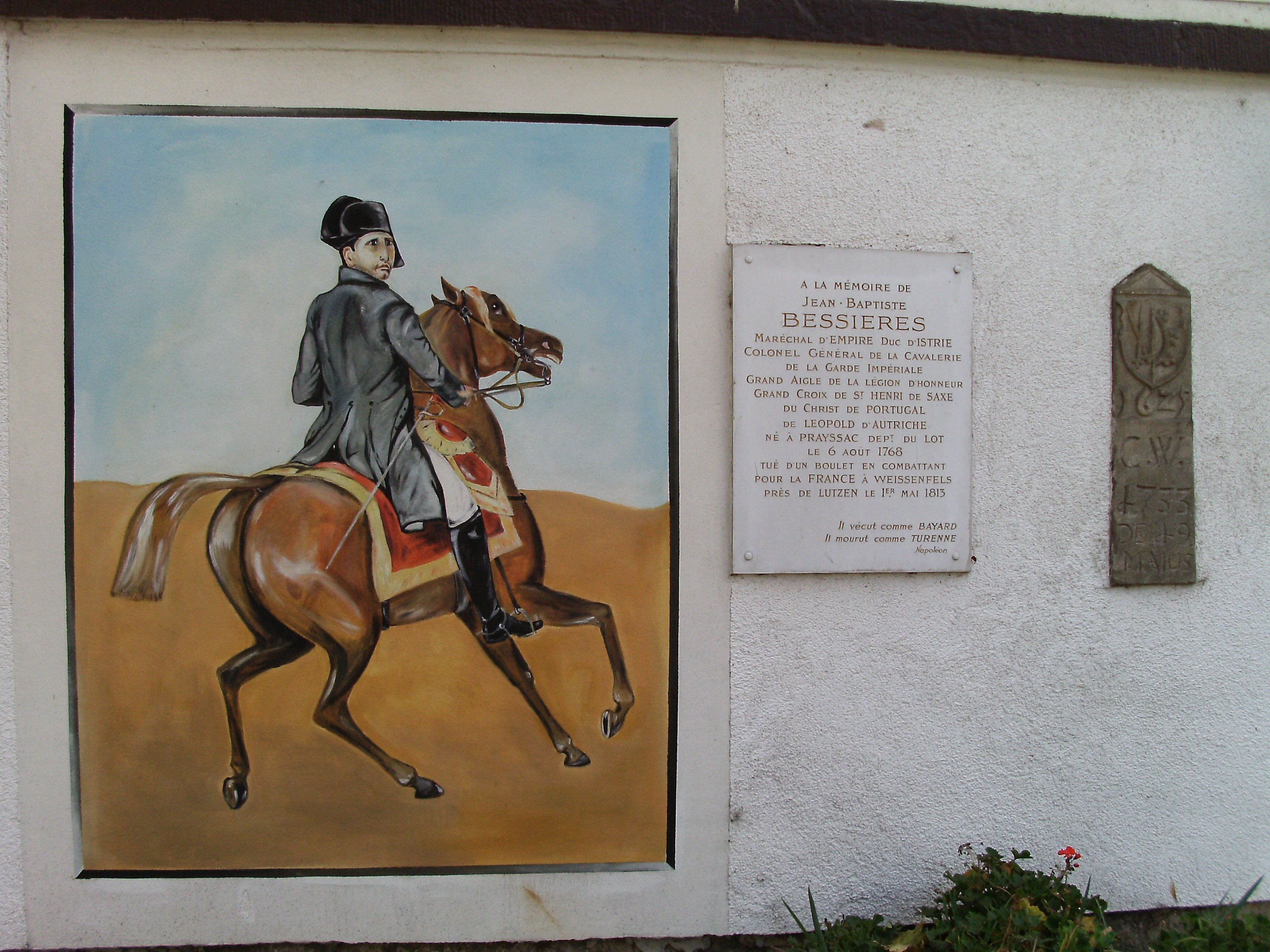
Erinnerungstafel für Marschall Bessières am Gasthof
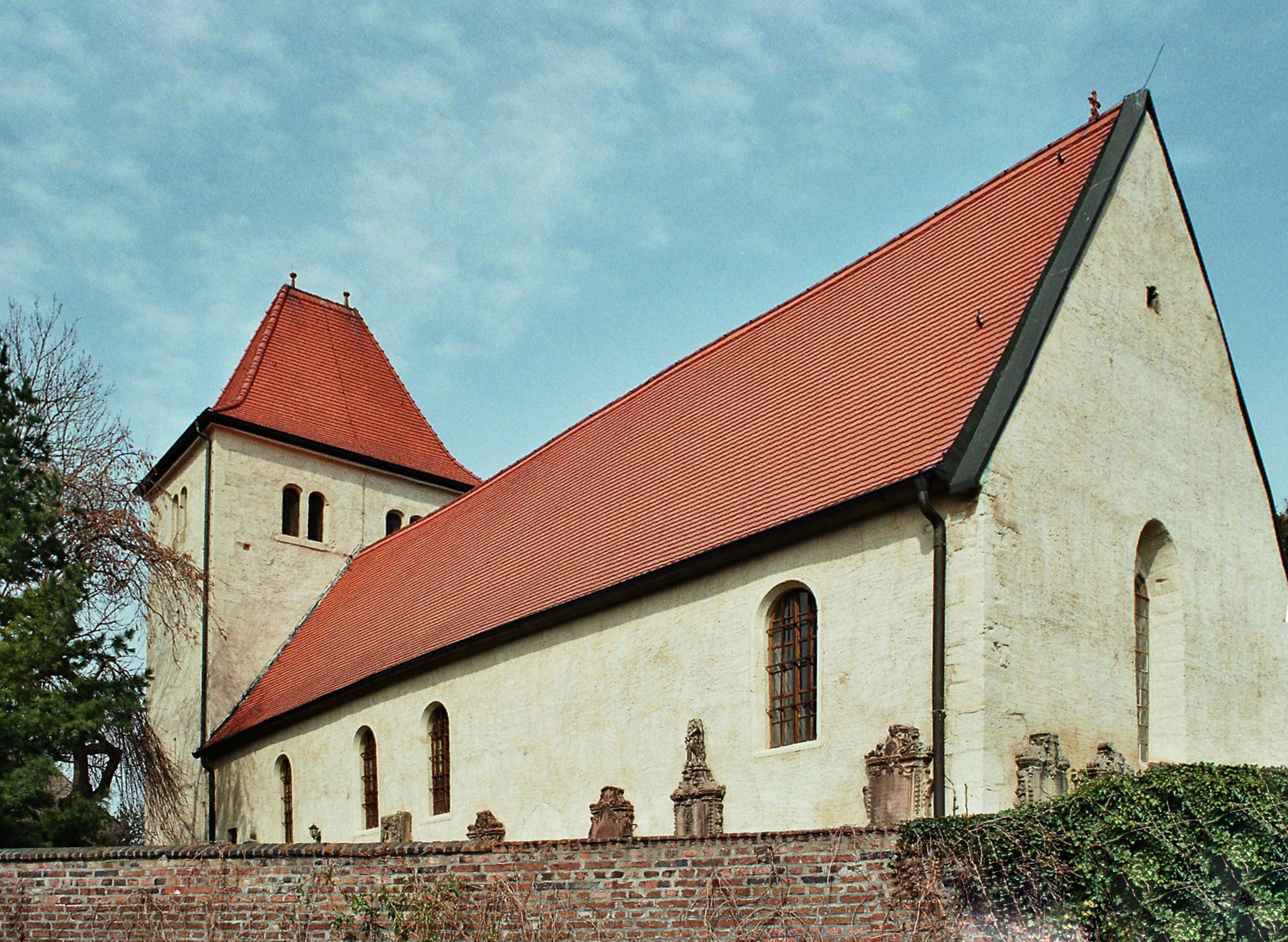
Kirche in Größgöhren
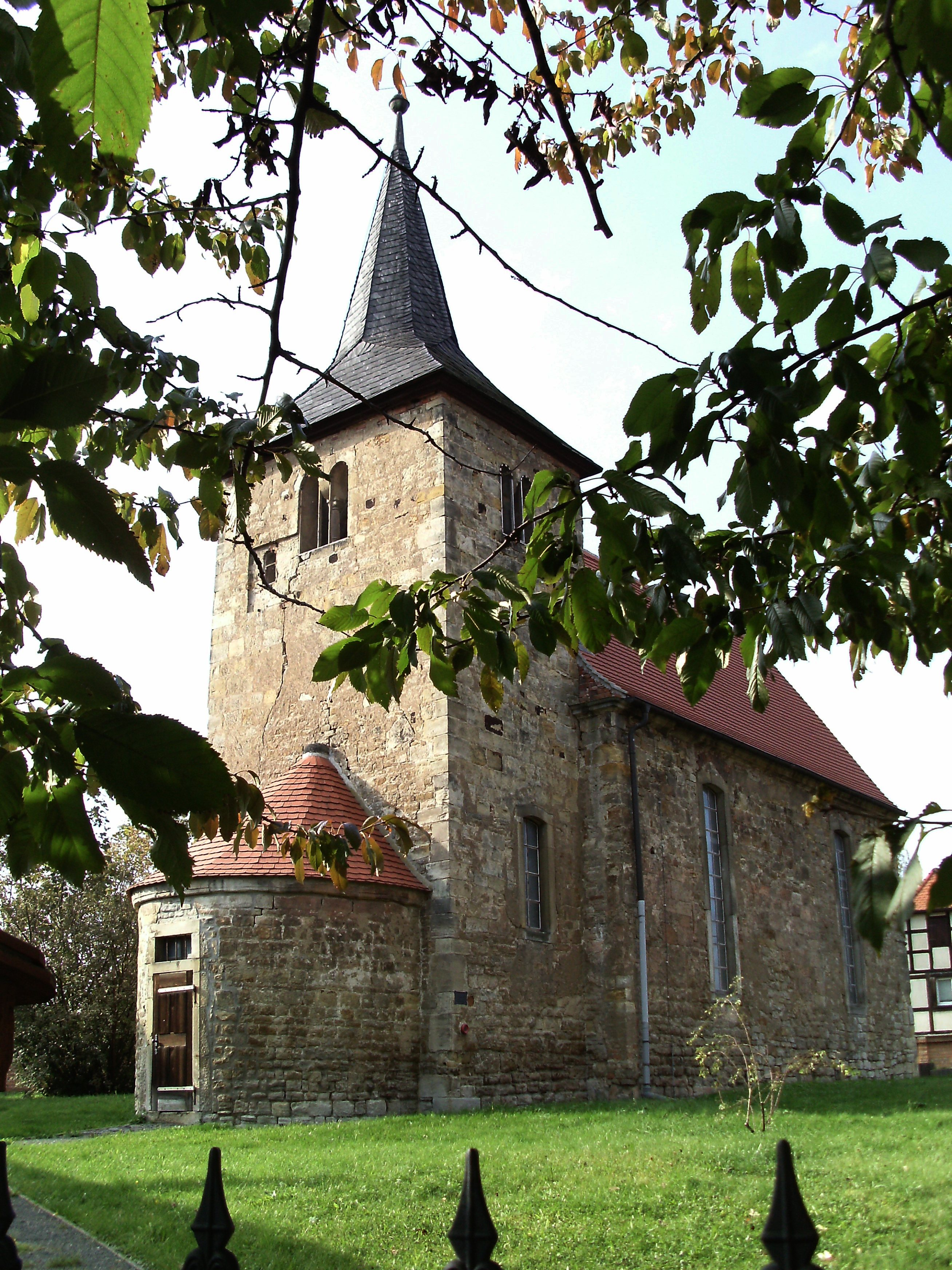
Kirche in Pörsten
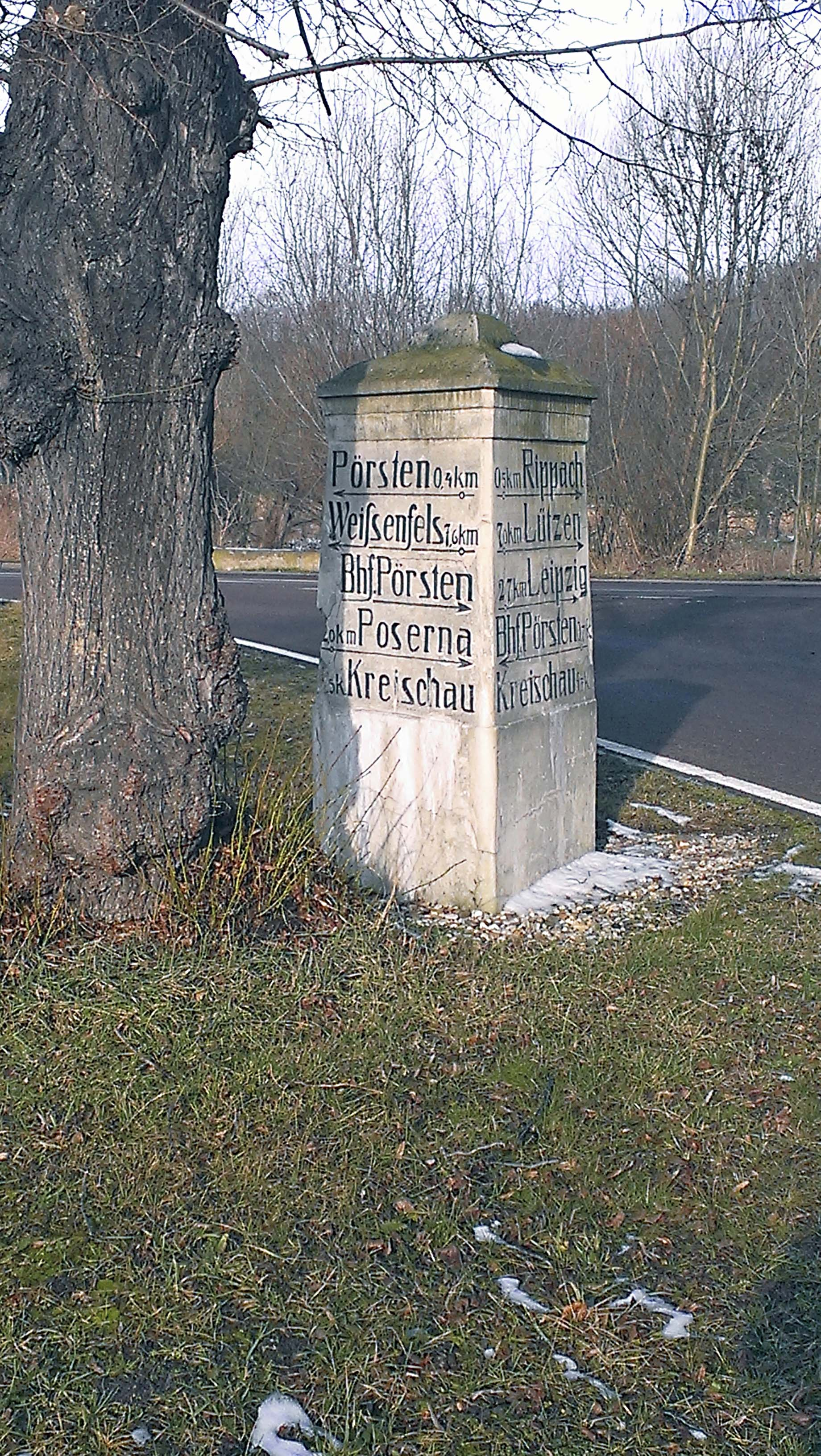
Wegweiserstein
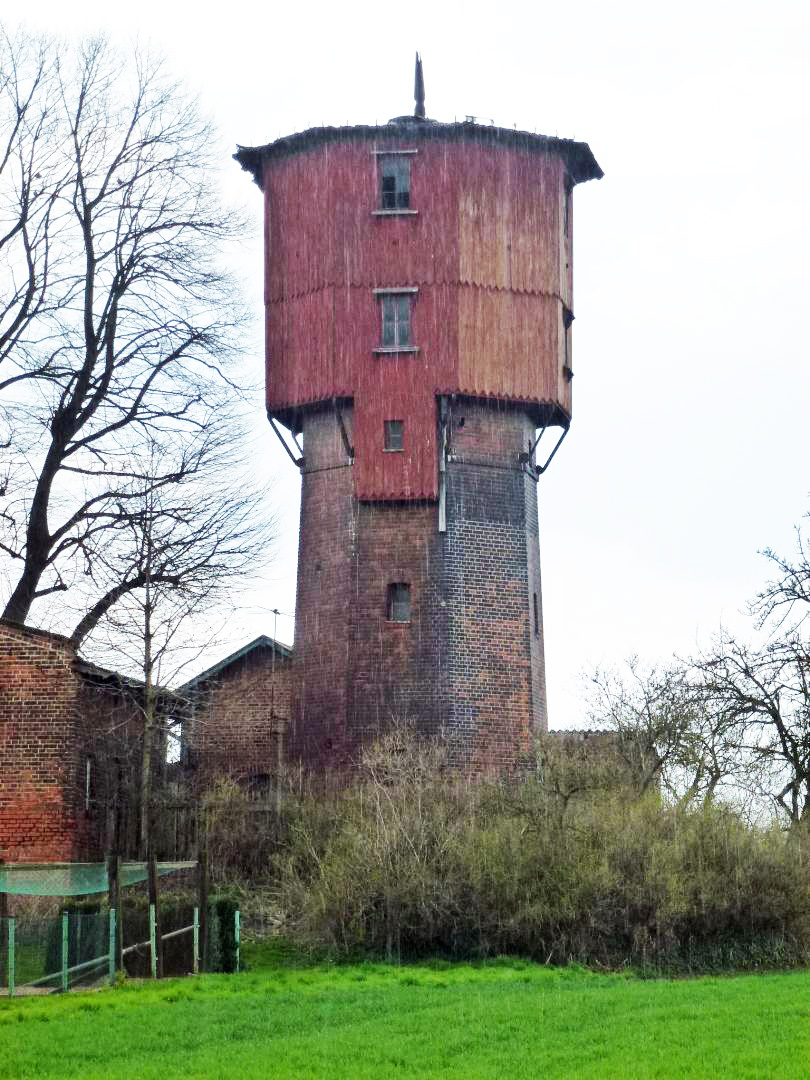
Wasserturm am Bahnhof Pörsten

## Wirtschaft und Infrastruktur

### Verkehr

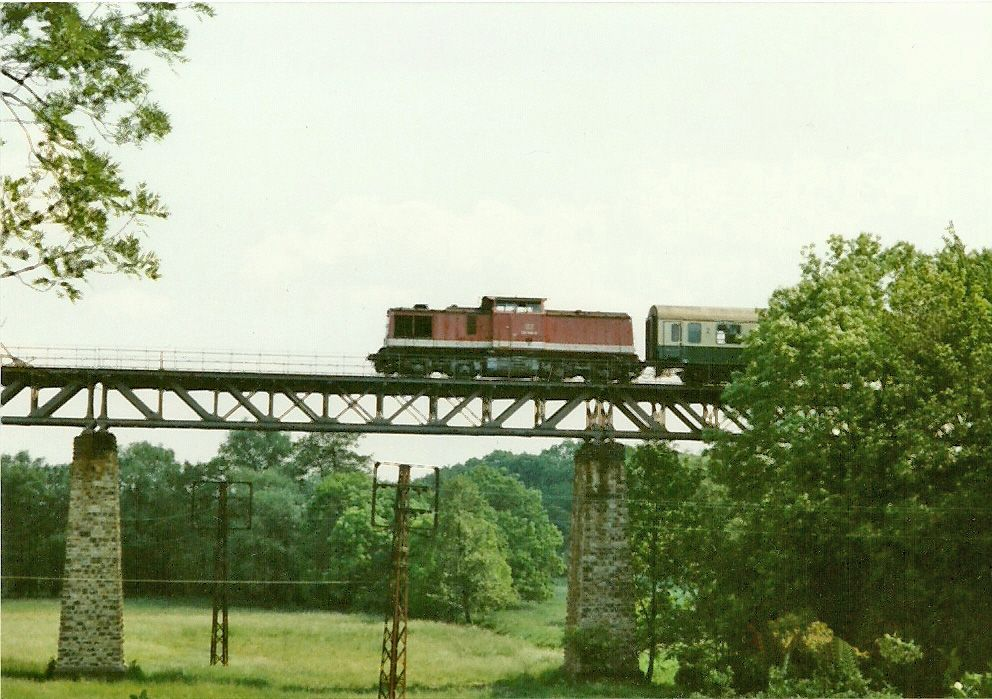
Eisenbahnviadukt über die Rippach

Westlich der Gemeinde verläuft die Bundesautobahn 9 und nördlich die Bundesautobahn 38. Das Autobahnkreuz Rippachtal (Eröffnung im November 1997) liegt im nordwestlichen Teil des Gemeindegebietes. Autobahnanschlüsse auf Gemeindegebiet gibt es nicht, die nächsten Auffahrten sind Weißenfels (A9, Anschluss 20), Bad Dürrenberg/Lützen (A9, Anschluss 18) und Lützen-Süd (A 38, Anschluss 28).
Direkt durch die Gemeinde verläuft die zwischen Weißenfels und Lützen zur L 188 umgewidmete Bundesstraße 87. 
Zwischen den Ortsteilen Pörsten und Rippach zweigt die K 2196 zum Ortsteil Pörsten-Bahnhof ab. Sie kreuzt später die L 189 und mündet bei Hohenmölsen in die B 176. 
Im Ortsteil Rippach zweigt die K 2190 ab. Sie verläuft durch die Ortsteile Großgöhren und Kleingöhren. Im weiteren Verlauf trifft sie in Starsiedel auf die L 189. 
Die Bahnstrecke Großkorbetha–Deuben über Pörsten und Hohenmölsen ist seit 1999 ohne Personenverkehr. Sie wird noch für Kohletransporte aus dem Braunkohlerevier Profen von Wählitz bei Hohenmölsen nach Korbetha für das Kraftwerk Schkopau genutzt.
Die Bahnstrecke Leipzig-Plagwitz–Pörsten über Lützen ist seit 1998 stillgelegt (letzte Fahrt am 23. Mai 1998) und wurde nach der gesetzlichen Wartefrist im Jahre 2005 demontiert. Hier entstand ein Bahntrassenradweg. Auf dem Gemeindegebiet ist noch der Geländeeinschnitt bei Großgöhren bis zum Viadukt, der Viadukt über die Rippach (Fertigstellung im Januar 1898) und der anschließende Bahndamm bis zum ehemaligen Bahnhof Pörsten vorhanden.
Der durch den Ort fließende Bach Rippach hat als Verkehrsweg keine Bedeutung, gab aber dem Tal und damit dem Autobahnkreuz seinen Namen.

### Vereine
In Rippach befindet sich ein Traditionsverein: der Schützenverein Rippachtal e. V. (40 aktive Mitglieder).